# Лисберг
Лисберг (њем. Lisberg) општина је у њемачкој савезној држави Баварска. Једно је од 36 општинских средишта округа Бамберг. Према процјени из 2010. у општини је живјело 1.747 становника. Посједује регионалну шифру (AGS) 9471154.

## Географски и демографски подаци
Лисберг се налази у савезној држави Баварска у округу Бамберг. Општина се налази на надморској висини од 288 метара. Површина општине износи 8,4 km². У самом мјесту је, према процјени из 2010. године, живјело 1.747 становника. Просјечна густина становништва износи 209 становника/km².